# Saint-Maurice-Crillat
Saint-Maurice-Crillat település Franciaországban, Jura megyében. Lakosainak száma 242 fő (2022. január 1.). Saint-Maurice-Crillat Bonlieu, Châtel-de-Joux, La Chaux-du-Dombief, Cogna, La Frasnée, Saint-Pierre, Grande-Rivière Château és Nanchez községekkel határos.

## Népesség
A település népessége az elmúlt években az alábbi módon változott:
| Lakosok száma | 170  | 212  | 225  | 208  | 231  | 236  | 242  | 235  | 232  | 242  |
|               | 1968 | 1982 | 1990 | 2006 | 2013 | 2015 | 2017 | 2019 | 2020 | 2022 |